# Смуђ
Смуђ (лат. Sander lucioperca) је слатководна риба из фамилије гргеча Percidae. 

## Навике, станиште, распрострањеност
Смуђ је најраспрострањенији у Евроазијском делу, где је и настао као врста, у сливу некадашњег пра Дунава, у време отицања Панонског мора ка данашњем Црном мору. Одатле се полако ширио по западној, централној, и источној Европи, а затим прешао и у Азију, и то преко реке Урал. У Северној Европи, у Скандинавији, се проширио скоро до линије поларног круга. Уобичајена је риба и у Балтичком мору и то нарочито у његовом великом, северном Ботнијском заливу, где је вода нешто више слатка. Смуђ обитава и у ослађеним деловима Црног и Каспијског мора. У Србији живи у водама црноморског слива.
Младе јединке смуђа се хране ларвама инсеката које живе у води, као и ларвама других врста риба. Одрасле јединке се хране другим врстама риба. Младе јединке, после годину дана почињу да се хране искључиво рибама. Како је месо смуђа веома укусно, он се. узгаја се у топловодним рибњацима, а цењен је у спортском риболову. Годишње се у Европи узгоји више од 11 000 тона смуђа. 
Смуђ је риба активна током целе године, a оптимална температура за његов живот је око 27 степени, а смртоносна око 35 степени. За смуђа је, при температури воде од 20 степени, оптимална граница концентрације кисеоника око 6,5 mg/l. Код таквих и већих концентрација кисеоника у води, смуђ је веома отпоран на високе температуре воде, али је врло неотпоран на дефицит кисеоника, тако да код загађења воде, смуђ угине међу првим рибама. Ако је, током зиме, водостај нормалан, смуђ је активан током целог дана, нарочито при обали.

## Опис и грађа
Тело смуђа је вретенасто и издужено, са релативно малом главом. Боја тела зависи од места боравка, леђа су сивозелена до тамнозелена, бокови су сребрно зеленкасти са осам до дванаест мркозелених попречних пруга, док је трбух бео.
Има два леђна пераја, предње са 13-14 изузетно оштрих коштаних жбица повезаних опном и задње са 20-22 меке жбице, између њих постоји мали међупростор. На леђном и репном перају су тамне пеге. Остала пераја су бледожуте боје без пега. Крљушти су ситне. 
Задњи угао вилица не досеже ниво задње ивице ока. Образи (бочни делови главе) носе крљушт на себи. Уста су велика са много јаких и оштрих зуба којима лако убија свој плен. У бочној линији се налази 70 - 83 крљушти. Смуђ има одличан вид, нарочито ноћу, када и најчешће иде у лов. Приликом лова осим на вид ослања се на одличан њух, а нарочито на развијено чуло бочне линије. Изразити је предатор и може да нарасте до 18кг и дужине до 120 cm, са старошћу од преко 20 година.

## Размножавање
Плодност је 1 000 000 јаја (до 200 000 на килограм тела женке). Јаја су ситна, пречника од 1 до 1,5 мм. Мрести се у рано пролеће, одмах по отапању леда, при температури воде од 12 до 15ºЦ. Мрест смуђа се одвија раном зором, на дубини од 0,5 - 1 m, у струји брзине 0,1 - 0,2 m/s. У језерима где нема текуће воде, женке и мужјаци прилазе ближе обали где је дно песковито или шљунковито, у потрази за што бистријом и чишћом водом. У језерима са приливом текуће воде, забележен је мрест и на дубинама до 17 m. Смуђеви се током мреста не хране.
Пре мреста, мужјак, на шљунку гради гнездо, у нашим условима обично међу корењем врбе, али и других биљака и пањевима, које је претходно пажљиво очистио, а потом женка, постављена изнад гнезда мирује, а мужјак брзо плива у круг око ње, повремено прелазећи у потпуно вертикални положај, на 1 м растојања. Након неколико кругова, женка и мужјак, долазе у положај један наспрам другог, и тада долази до мресног чина. Снажно се тресу пливајући, а мужјак и женка истовремено испуштају сву количину млеча и икре. Јаја се одлажу у гнезда у облику јама, женка се удаљава, а мужјак остаје да их чува од наноса, али и других предатора. Ембрион се развија у оптималним температурним условима око десет дана у јајним опнама. У првим данима млађ се храни планктоном, бескичмењацима, ларвама, црвићима и инсектима. Након двадесетак дана млађ је дуга 20 mm и већ почиње да се храни млађи других врста или недораслом браћом. Канибализам је изразито изражен и само највећи примерци млађи опстају.
Млађ смуђа у почетку брзо расте, али је даљи раст релативно спор. Након годину дана јединке су дужине 8-12 cm, са две 20-30 cm, а са четири године достижу око 40 cm и масе су 900-1.100г. Полну зрелост мужјаци достижу у другој години, а женке у трећој.

## Други називи
У народу је је одомаћен назив барон, а због специфичне грађе ока које одбија светлост слично мачијем оку у народу га често називају и стаклооки. 